# 内田袈裟彦
内田 袈裟彦（うちだ けさひこ、1937年3月31日 - 2009年12月30日）は、長野県出身の元プロゴルファー。
愛称は「ケサゴン」。
父・棟、次男・政美もプロゴルファー。

## 来歴
生まれた頃から自宅の目の前にゴルフ場がある環境で育ち、キャディのアルバイトをしていた。12歳からゴルフを始めていたが、すぐにプロにはならず、製薬会社に勤務。袈裟彦は会社勤めの傍ら、棟のクラブを無許可で使用して隠れて練習をしていた。そのため、軽井沢ゴルフ倶楽部の従業員コンペのトーナメント表に袈裟彦の名前を発見した棟は、あまりに良いスコアで「どうしてこんなに上手なのか」と驚いた。
その後、袈裟彦は会社を辞め、プロゴルファーを目指すことを宣言。プロテスト史上初のホールインワンを出し、3度目の挑戦となった24歳で見事ツアープロとなった。
1969年の日本オープンでは杉本英世・内田繁に次ぐと同時に石井朝夫・柳田勝司・細石憲二・島田幸作を抑えての3位に入り 、1971年にアジアサーキット・マニラオープンで逆転優勝。
1974年の東北クラシックでは最終日に66をマークし、尾崎将司・安田春雄に次ぐ3位に入った。
1974年の東京チャリティクラシックでは2日目に67、3日目には68をマークし、尾崎将・安田と並んでの5位タイに着けた。
1976年にはシンガポールオープンで4打差3位から追い上げたベン・アルダ（ フィリピン） 、グラハム・マーシュ（ オーストラリア）を抑えて海外2勝目を挙げる。3日目にコースレコードを塗り替える7アンダー65をマークして首位に立ち、最終日逃げ切って通算11アンダーで優勝し、賞金6400ドル、日本円で192万円を獲得 。
1977年の香港オープンでは初日を船渡川育宏・謝敏男&陳健振（ 中華民国）ら6選手と共にイーブンパー70の首位タイでスタートし、2日目には75を叩いて大きく後退。
1978年のジーン・サラゼン ジュンクラシックでは3日目に全英オープンから帰国した青木功と共に69をマークして5位タイに着け、最終日には大混戦になった優勝争いで菊地勝司・長谷川勝治と三つ巴のサドンデス・プレーオフにもつれ込み、プレーオフは、まず2ホール目で長谷川がボギーを叩いて脱落。18番ミドルホールで菊地と共にボギーのあと再び戻った16番ミドルホールで、菊地がボギーを叩いたのに対し、バーディーを決めて決着。国内初制覇を飾り  、18年目にしてツアー初制覇となった。
1978年の産報クラシックでは初日にボギーなしの7バーディーと完璧なプレーを見せ、7アンダー65でまとめて首位に立つ。2日目には4オーバー、通算3アンダー、29位に後退している。
1980年の新潟県オープンでは初日を石井秀夫・田原紘・天野勝・金井清一・中嶋常幸を抑えると同時に船渡川と並んでの首位タイで終え、最終日には石井・金井に次ぐと同時に上原宏一・船渡川・栗原孝・田原を抑えての3位タイに入った。
試合で360ヤードのパー4をワンオンするなど飛ばし屋として人気を集め、1987年からはシニア入り。定評のあるロングドライブに加えて、2番アイアンをパターに改造するなどの器用さで通算7勝をマーク。就寝中に夢に出てきたパターを形にした「ケサゴンパター」で、1988年にはPGAシニアツアー初代賞金王となるなど活躍。
レギュラーでも、1988年の茨城オープンでは磯崎功・藤池昇・米山剛と並んでの6位タイに入った。
棟89歳、袈裟彦68歳となった2006年6月には親子で関東プロゴールドシニアに出場。結果は息子の袈裟彦が優勝し、2度目の癌手術の後の棟は最下位であったが、忘れられないトーナメントとなった。結局、一緒にラウンドしたのはこの1度だけであった。2009年12月30日、心筋梗塞のため旅行先のタイ・チェンマイの病院で死去。72歳没。
次男の政美いわく、晩年は調子が悪いということもなく、タイに行く前には、今度プロテストを受験する政美の娘とラウンドしていた。娘が合格すれば四代のプロゴルファーが誕生するということで、棟も楽しみにしていた。棟にとって人生最大の哀しい出来事となったが、その後の2016年には日本プロスポーツ大賞スポーツ功労賞文部科学大臣顕彰を授与される。2019年7月23日に北佐久郡の自宅で老衰のため逝去。

## 主な優勝
レギュラー
- 1978年 - ジーン・サラゼン ジュンクラシック

海外
- 1971年 - マニラオープン
- 1976年 - シンガポールオープン

シニア
- 1987年 - 日本プロシニア
- 1988年 - 第一生命カップ・秋
- 1989年 - 関東プロシニア
- 1990年 - 第一生命カップ春・秋、関東プロシニア
- 1997年 - HTBシニアクラシック、関東プログランドシニア
- 2006年 - 関東プロゴールドシニア